# Carlos Coloma (1573-1637)
Pour les articles homonymes, voir Coloma.
Ne doit pas être confondu avec Carlos Coloma.
Carlos Coloma (Elda, 1573 - Madrid, 23 octobre 1637) est un militaire, diplomate et écrivain espagnol.

## Biographie
Fils de Juan IV Coloma y Cardona (es), 1er comte d'Elda, et de sa seconde épouse, Isabelle de Saa, dame de cour de l’impératrice Marie, femme de l'empereur Maximilien II, Carlos Coloma a épousé de Marguerite de Liedekerke, fille d'Antoine de Liedekerke, dit de Gavere, mort en 1614, et de Louise de la Barre, dame de Mouscron, morte en 1606.

Carlos Coloma reçoit l'Ordre de Saint-Jacques en 1591. D'abord militaire aux Pays-Bas espagnols, il devient maître de camp sous Farnèse alors qu'il n'avait que 31 ans. Il commence ensuite une carrière  diplomatique sous les règnes de Philippe III et de Philippe IV. 

Nommé ambassadeur-extraordinaire à Londres, il conclut deux importants traités et assiste à la prestation de serment de Jacques 1er (1623) pour l’observation du Traité de Mariage entre Charles, prince de Galles, et Marie, Infante d’Espagne, mariage qui finalement n’aura pas lieu.

De retour aux Pays-Bas, il est nommé général de cavalerie légère après le siège de Bréda (1624-1625). Philippe IV, roi d’Espagne, l’envoie ensuite au Portugal avec le titre de conseiller du Conseil intime d’État et le crée marquis d’Espinar (1627). 

Fin décembre 1629, il est renvoyé à Londres avec pour mission de négocier la paix. La paix sera finalement conclue le 15 novembre 1630. Par la suite, il est nommé Maitre de camp général. En 1634, on le retrouve en Italie, où il est Gouverneur du Château de Milan, Maître de Camp Général et Commandant des Armes en Lombardie.

Rentré en Espagne, il est créé marquis d’Embid et deviendra, entre autres, gentilhomme de chambre du cardinal infant Ferdinand, futur gouverneur des Pays-Bas espagnols.
Il meurt à Madrid le 23 octobre 1637.

## Famille
Carlos Coloma et son épouse eurent de nombreux enfants, dont, entre autres, Carlos-Ignacio Coloma, marquis d’Espinar et d’Embid, et Antonio Coloma, colonel d'un régiment d’infanterie Allemande aux Pays-Bas, gentilhomme de la chambre de Don Juan d’Autriche à Bruxelles. Plusieurs de leurs autres enfants devinrent religieux.

Par son mariage, il est le beau-frère de plusieurs hommes de guerre liés à l'histoire des Pays-Bas espagnols :
- Ferdinand de Liedekerke, baron de Moorsel et de Gracht, capitaine d'une compagnie de cavalerie légère en Hongrie et Transylvanie ;
- Charles-Philippe de Liedekerke, chevalier de l'Ordre militaire de Saint-Jacques et gentilhomme de bouche de l'archiduc Albert ;
- Giorgio Basta, comte d'Hust et du Saint-Empire, qui combattit aux Pays-Bas sous les ordres d'Alexandre Farnèse et qui devint ensuite général au service de l'Autriche dans la lutte contre les Turcs ;
- Don Juan de Robles, comte d'Annapes, colonel d'infanterie et gouverneur des villes et châtellenies de Lille-Douai et Orchies ;
- Don Juan d'Avalos de Zambrana, membre du Conseil suprême de guerre et lieutenant-gouverneur de Cambrai.

## Œuvres
Carlos Coloma est aussi connu comme écrivain, historien et traducteur. On lui doit, entre autres, une Histoire des guerres des Pays-Bas ainsi qu'une traduction de Tacite en espagnol (1629). 
- De las guerras de los Estados Baxos, desde el año de MDLXXXVIII hasta el de MDXCIX (Cambrai, Jean de la Rivière, 1622). Autres éditions: Anvers 1624 et 1635, Barcelone en 1627 et une dernière réédition en 2010, réalisée par le ministère de la Défense espagnol.
- Obras de Cajo Cornelio Tacito, Douai, Wyon, 1629.

## Hommage
En 2022, à l'occasion du quatre centième anniversaire de la première édition de l'Histoire des guerres des Pays-Bas et du cinquième centenaire de la naissance de Juan Coloma, premier comte d'Elda et père de Carlos Coloma, la Mairie d'Elda et la Fondation Paurides González Vidal ont célébré «l'Année Coloma», pour valoriser la figure et l'héritage historique de Carlos Coloma et de sa famille.